# 4464 Вулкано
4464 Вулкано (енгл. 4464 Vulcano) је астероид са средњом удаљеношћу од Сунца која износи 1,952 астрономских јединица (АЈ).
Апсолутна магнитуда астероида је 13,9.